# Kesugihan (Kesugihan)
Kesugihan is een bestuurslaag in het regentschap Cilacap van de provincie Midden-Java, Indonesië. Kesugihan telt 5523 inwoners (volkstelling 2010).